# Kasteel van La Piscine
Het Kasteel van La Piscine (Frans: Château de la Piscine) is een kasteel in de Franse gemeente Montpellier.